# City of London
City of London (numit simplu City sau Square Mile, pentru că are o suprafață de 1,12 mile pătrate) este entitatea administrativă a orașului Londra situată în centrul, sud-vestul Regatului Unit, la marginea vechii cetăți medievale a Londrei. 

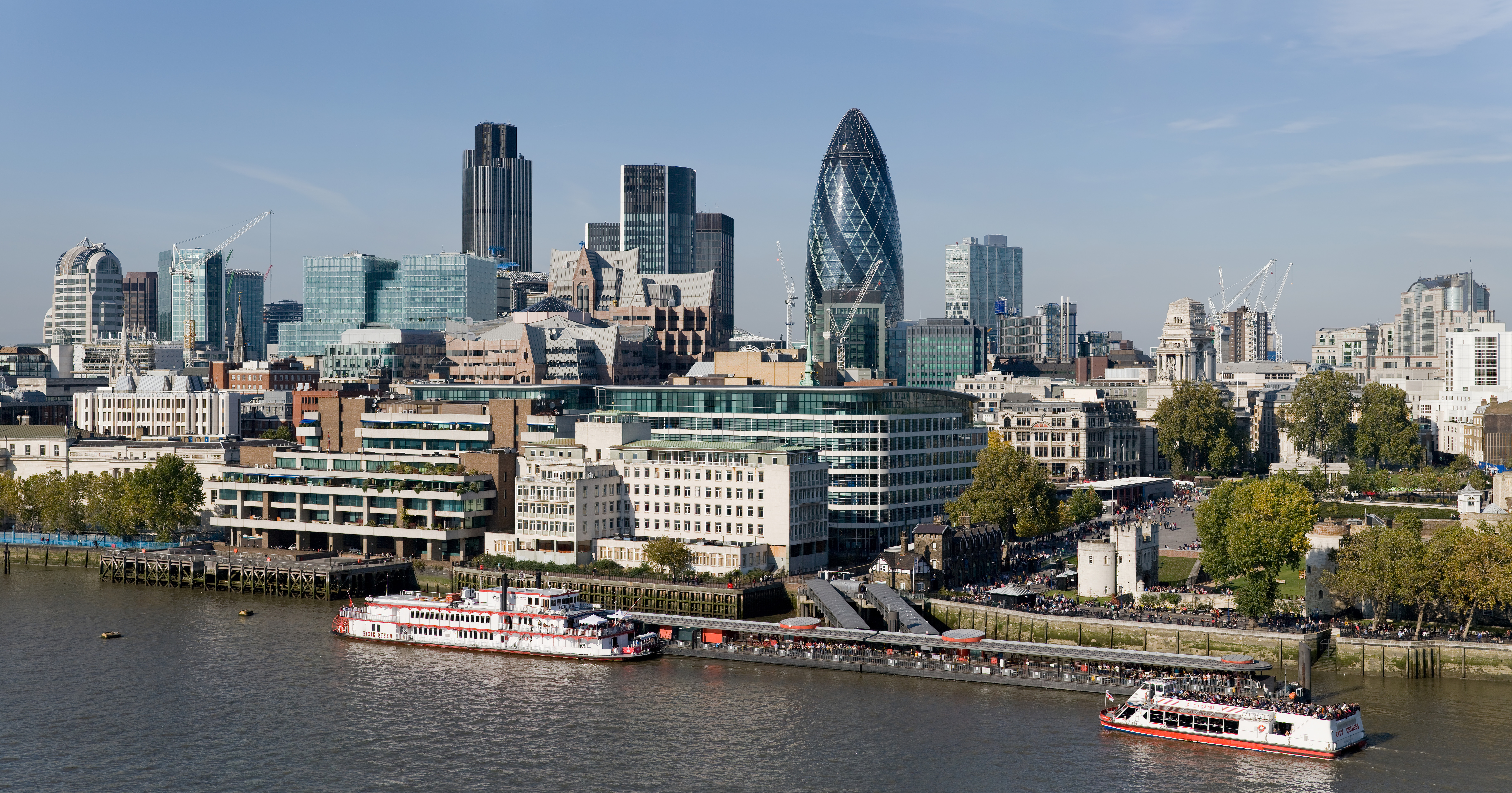
Panorama regiunii City of London

În prezent, City-ul este principalul centru financiar al Regatului Unit și cel mai mare centru financiar al lumii, alături de New York City. Printre atracțiile turistice se numără Banca Angliei, Catedrala Saint Paul, Guildhall (primăria din City), Old Bailey (palat de justiție), monumentul dedicat Incendiului din 1666 și 30 St Mary Axe.
Aproximativ 7000 locuitori sunt rezidenți iar 300.000 fac naveta pentru a lucra, cei mai mulți în serviciile finaciare.
Împreună cu Canary Wharf, City  deține 37% (în 2016) din piața mondială Forex, 1.850 miliarde USD fiind tranzacționate în Londra.

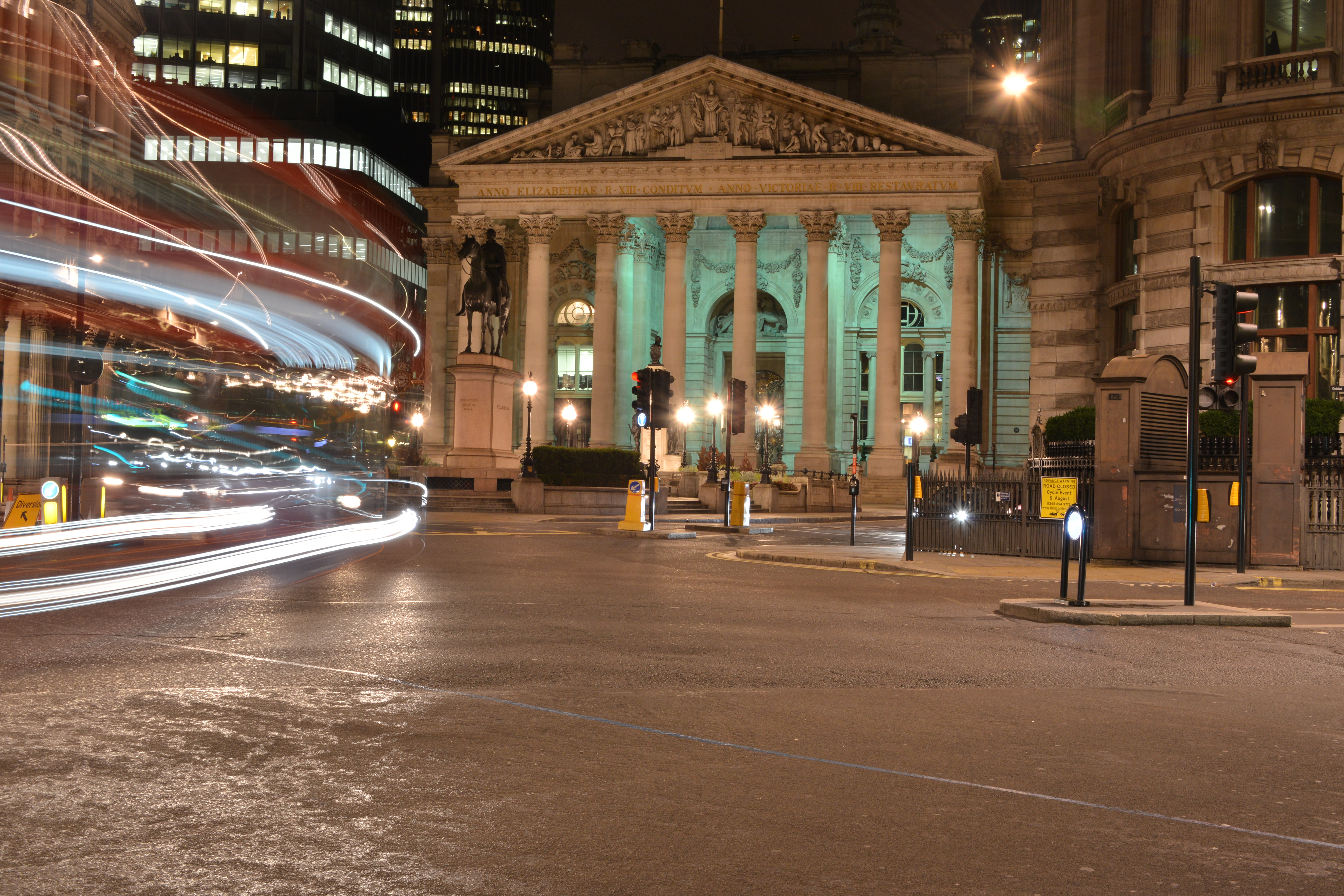

Aeroportul Londra City este cel mai apropiat aeroport . 

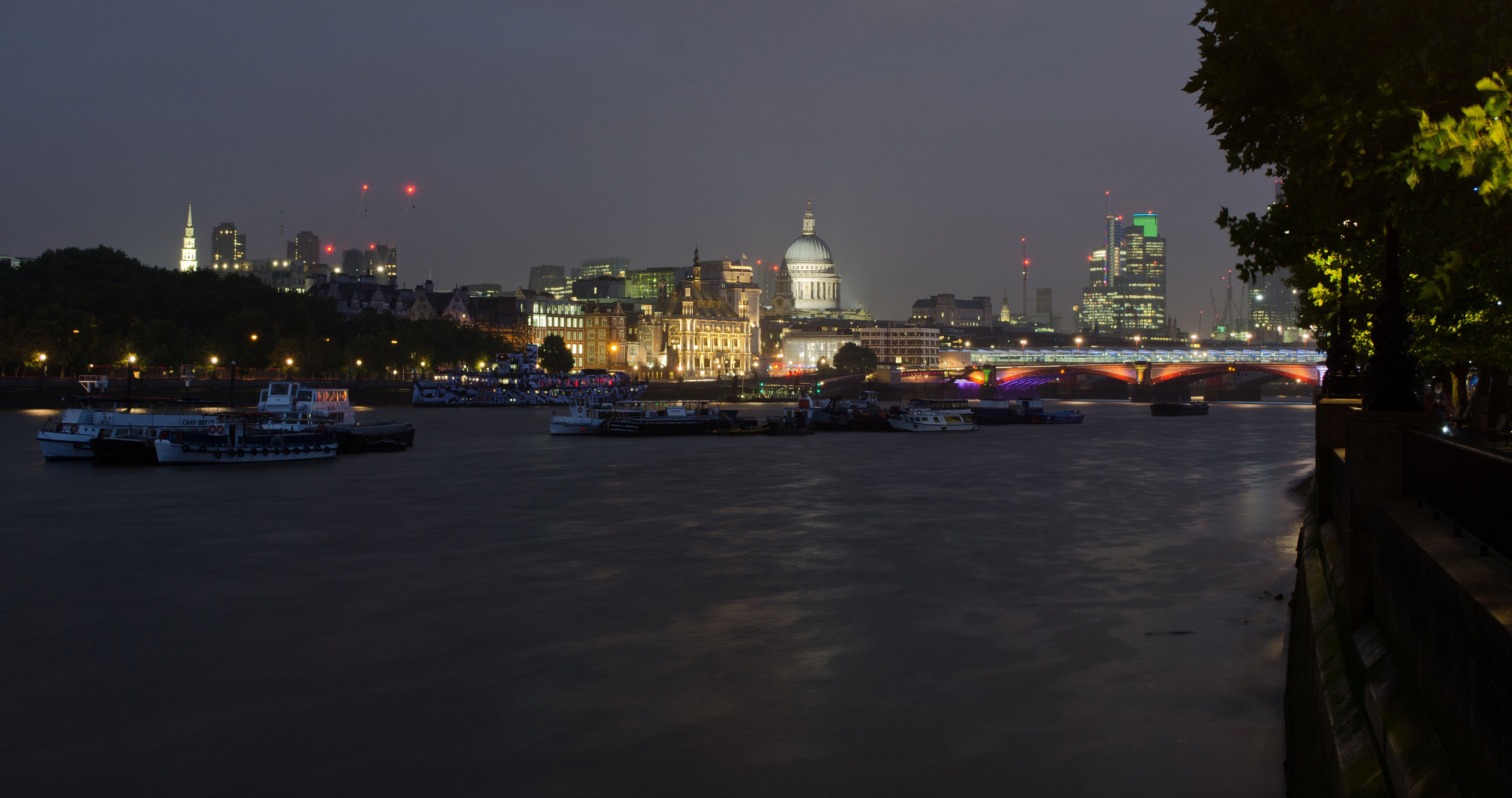
